# خوسيه فان تويني
خوسيه فان تويني (بالإسبانية: José Van Tuyne)‏ (مواليد 13 ديسمبر 1954) هو لاعب كرة قدم. يلعب مع منتخب الأرجنتين لكرة القدم. سبق له أن لعب في كأس العالم لكرة القدم مع منتخب بلاده.

## روابط خارجية
- خوسيه فان تويني على موقع الاتحاد الدولي (مؤرشف)  (الإنجليزية)
- خوسيه فان تويني على موقع قاعدة بيانات كرة القدم.إي يو (الإنجليزية)
- خوسيه فان تويني على موقع ناشيونال فوتبول تيمز (الإنجليزية)